# Vincent Voeten
Vincent Voeten (Turnhout, 25 september 1987) is een Belgisch cabaretier, stand-upcomedian, televisiegezicht en voormalig politie-inspecteur. Zijn stijl is te omschrijven als zwartgallig, met harde grappen in een eerder droge vertelstijl.

## Comedy
Voeten zette in 2016 zijn eerste stappen op het podium. In 2017 werd hij finalist van de Lunatic Comedy Award en in datzelfde jaar werd hij als winnaar gekroond van de Utrechtse Comedy Talent Award – de grootste stand-upwedstrijd van Nederland. Hij werd vervolgens opgepikt door Jens Dendoncker en toerde als Young One met Michael Van Peel en als support voor Alex Agnew. Op 13 maart 2022 won hij de 13de editie van Humo's Comedy Cup. In oktober 2023 ging zijn eerste avondvullende show "Smaad" in première.

## Televisie
Naast stand-upcomedy schreef en werkte Vincent ook mee aan tv-programma's zoals De Slimste Mens ter Wereld, Geubels en de Belgen, Is er een dokter in de zaal?. In het najaar 2023 nam hij als kandidaat deel aan De Slimste Mens ter Wereld.
- Man Bijt Hond - Spelpresentator
- De Ideale Wereld - Sidekick, Acteur
- Onderhuids (2023) - als brandweerman
- Voordat de bom valt (2022) - als zichzelf
- Het jachtseizoen (2022) - als zichzelf
- Humo's Comedy Cup (2021) - als zichzelf
- De Positivo's (2020) - als zichzelf